# Stadio Danilo Martelli
Lo stadio Danilo Martelli (dal 2025 Danilo Martelli Pata Stadium per motivi di sponsorizzazione) è un'arena polisportiva della città italiana di Mantova.
Maggior impianto sportivo cittadino in termini di capienza, sorge nella zona di Porta Cerese, vicino a Palazzo Te e a poca distanza dal centro storico; ospita le partite interne del Mantova, principale club calcistico locale.

## Storia
L'area circostante Palazzo Te ebbe una vocazione d'uso sportivo fin dai primi del XX secolo, allorché vi vennero eretti l'ippodromo cittadino e un primo velodromo a carattere posticcio (una pista in terra battuta con tribune lignee amovibili).
Nel 1931 Mantova venne scelta come località terminale della prima tappa del XIX Giro d'Italia e il velodromo del Te ospitò lo striscione d'arrivo, sotto cui transitò per primo l'atleta "di casa" Learco Guerra (che nell'occasione indossò altresì la prima maglia rosa della storia). Un anno prima, nel 1930, l'ingegnere Aldo Badalotti aveva ricevuto l'incarico di redigere un progetto esecutivo per l'edificazione di un nuovo stadio permanente che integrasse al suo interno velodromo, campo da calcio e pista d'atletica.
I lavori (avviati sulla base di questo progetto) procedettero a tappe: nel 1936 fu inaugurata la pista ciclistica permanente in cemento e quindi nel 1937 lo stadio "propriamente detto", con tribune stabili in muratura capaci di circa 15 000 posti.
Nel 1924 l'impianto fu inizialmente intitolato a Benito Mussolini, l'intitolazione passò a Settimo Leoni nel 1936, sostituito a sua volta nel 1945 dal soldato statunitense John. R. Nation, caduto in combattimento presso Mantova. Infine, nel 1949 la struttura fu dedicata al calciatore mantovano Danilo Martelli, perito nel disastro aereo di Superga insieme al resto della squadra del Grande Torino.
Tra il 1947 e il 1949 l'impianto venne ulteriormente ampliato e sviluppato, assumendo la propria fisionomia definitiva e venendo ufficialmente inaugurato con una cerimonia ufficiale. Negli anni 1960, allorché il Mantova giocò in Serie A, lo stadio Martelli poté accogliere fino a circa 21 000 spettatori, i quali potevano prendere posto anche sui rettifili del velodromo. Il successivo irrigidimento delle normative di sicurezza e dei criteri infrastrutturali ha progressivamente obbligato (attorno al 1993) a contingentare la capienza effettiva a 12 000 posti.

L'impianto negli anni 1960

Il 2 giugno 1963 lo stadio accolse la partenza della tappa Mantova-Treviso del XLVI Giro d'Italia: nell'occasione il velodromo venne rimodernato e intitolato al già citato campione Learco Guerra, deceduto pochi mesi prima.
Il 20 luglio 1977 la struttura venne danneggiata da una tromba d'aria, che rese necessari lavori di manutenzione.

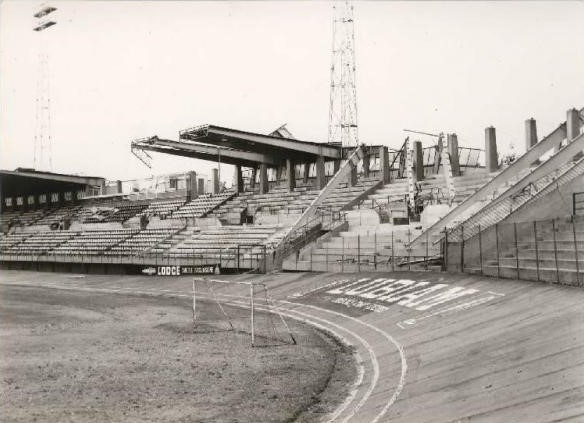
Lo stadio gravemente danneggiato dalla tromba d'aria del luglio 1977

Nel luglio del 2005, dopo che il Mantova ebbe ottenuto la promozione in Serie B, il comune di Mantova, nonostante la contrarietà della Federazione Ciclistica Italiana, provvide all'aumento della capienza dello stadio mediante la demolizione parziale del velodromo, che fu smantellato in corrispondenza della parabolica ovest: nello spazio così liberato, in prossimità del campo di calcio, venne quindi installata la "nuova Curva Te", sotto forma di tribune removibili in tubolari metallici. La capienza venne così aumentata a 14 884 posti.
Nel 2012 il "Martelli" accolse transitoriamente le gare interne del Castiglione, militante in Lega Pro Seconda Divisione, ma sprovvisto di un campo omologato al professionismo.
A partire dal 2010, la retrocessione in terza serie e le successive difficoltà amministrative vissute dal Mantova (più volte fallito nei dieci anni successivi) si sono tradotte in scarsa manutenzione a beneficio del già obsolescente stadio: alcuni settori sono stati quindi dichiarati inagibili, come nel caso dei Distinti, chiusi nell'estate del 2016 (nel 2022 tale settore sarà poi "nascosto" mediante la posa di teli istoriati col logo e la denominazione del club). La capienza si è quindi sensibilmente ridotta e al 2021 si attestava a poco più di 6 000 posti. Nell'estate 2023, a fronte di un'alta richiesta di abbonamenti, il ripristino di 1 080 posti nella curva Te (sede della tifoseria organizzata mantovana) ha portato la capienza a 7 367 posti a sedere.
Nell'estate 2024 il ritorno del Mantova in Serie B ha reso necessari ulteriori interventi di sistemazione dello stadio: si è quindi provveduto a posare seggiolini in Curva Te e nei Distinti (con questi ultimi che vengono riaperti dopo 8 anni di inagibilità), al rifacimento dell'illuminazione e ad altri rinnovamenti minori. L'impianto ha in tal modo raggiunto una capienza di 11 219 posti, così ripartiti:
- Tribuna: 2 687
- Distinti: 3 561
- Curva Te: 3 845
- Field box: 148
- Disabili: 31
- Curva Cisa (settore ospiti): 947

Nell'estate del 2025, previa cessione dei diritti di denominazione alla ditta Pata SpA, lo stadio viene ufficialmente ribattezzato Danilo Martelli Pata Stadium.

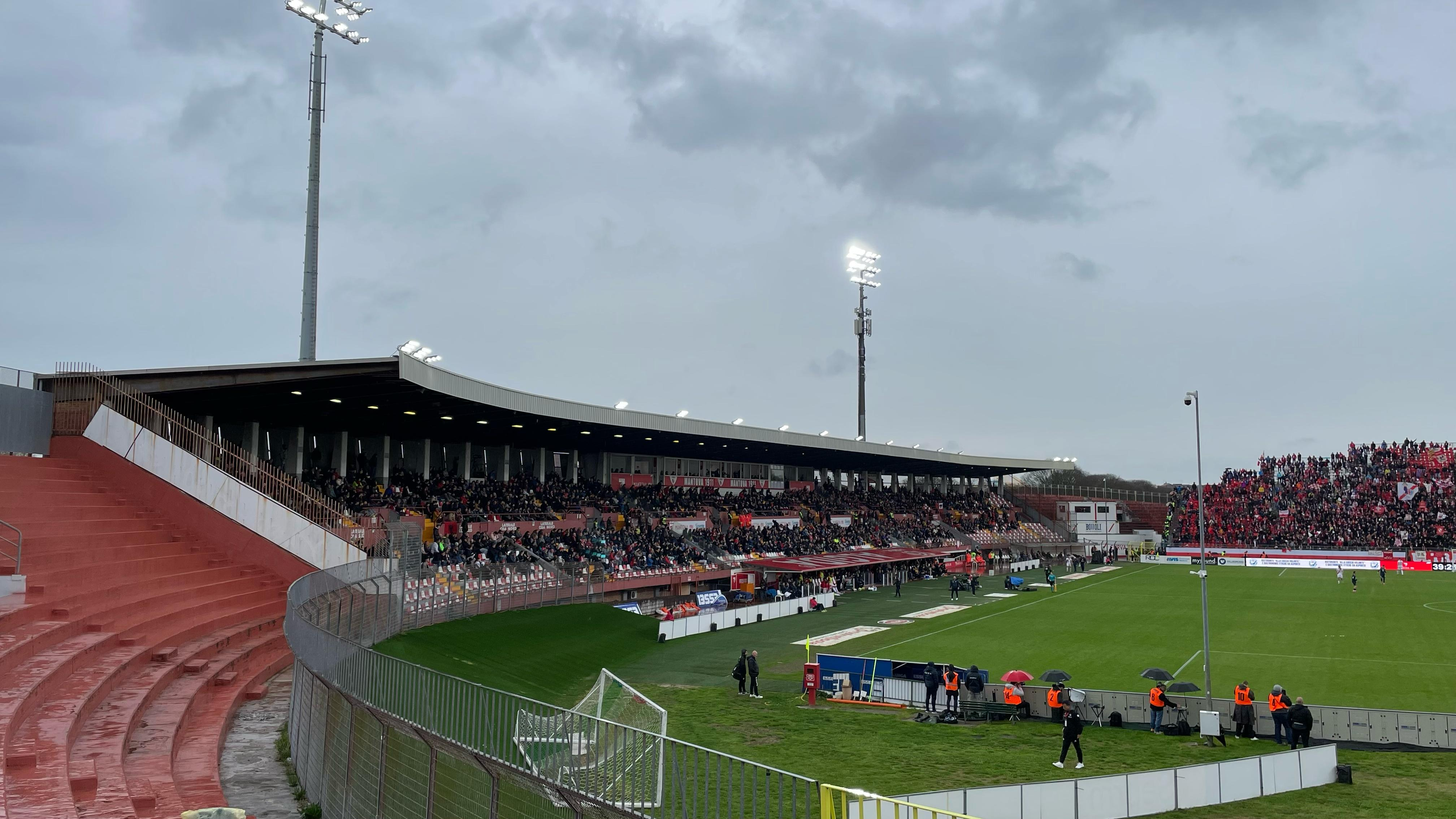
La tribuna
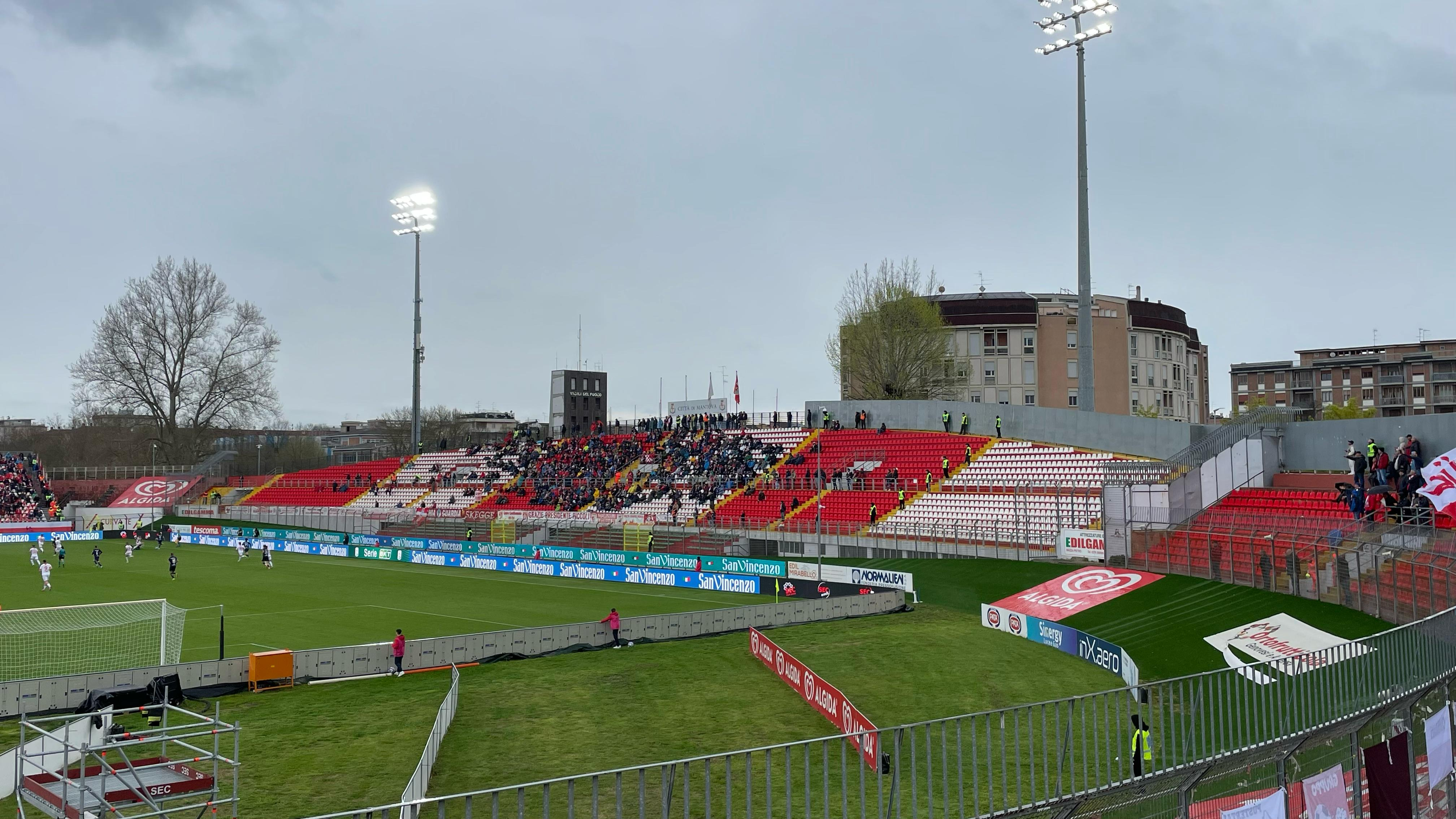
I distinti
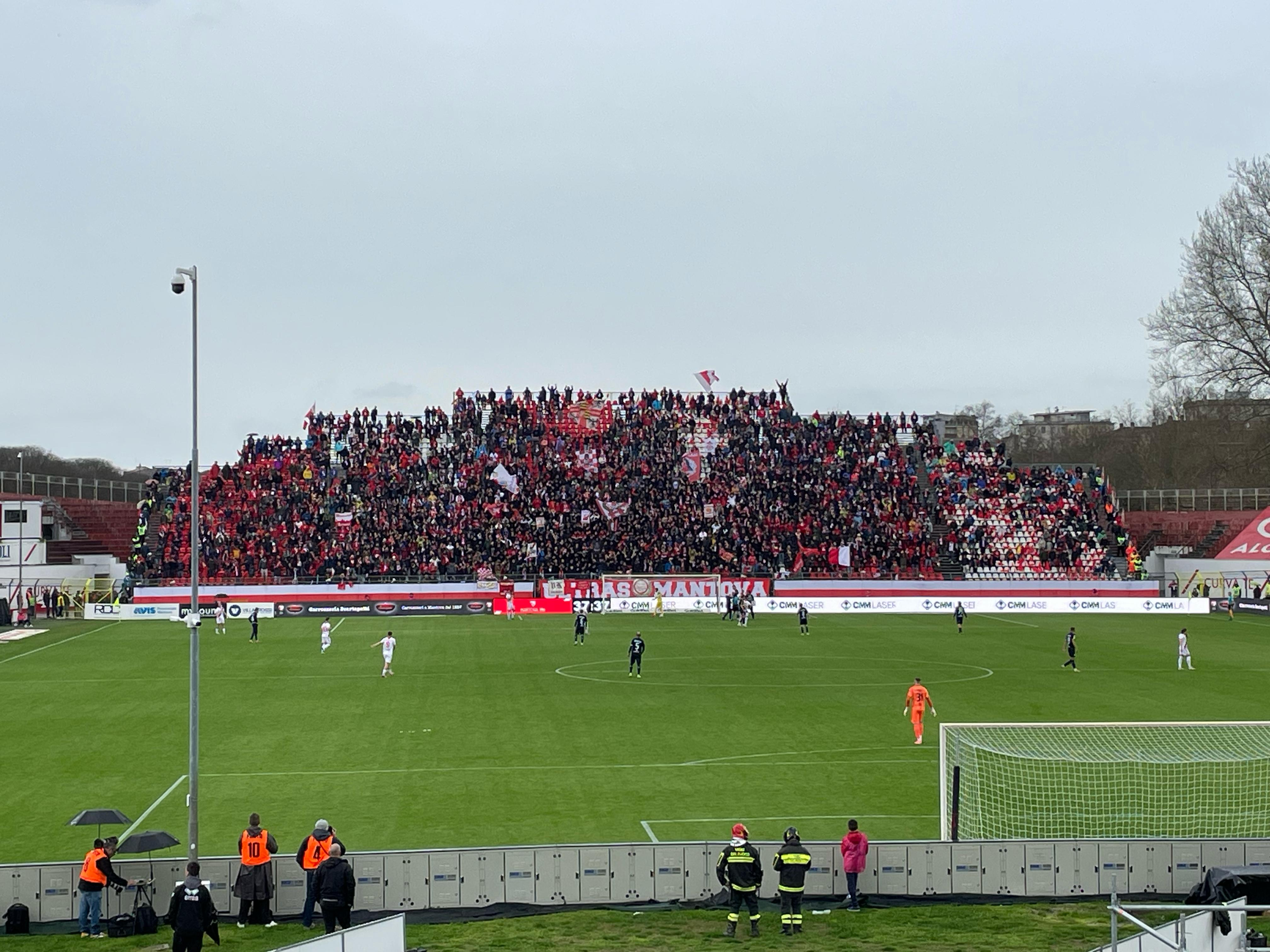
La curva Te